# Старые Стрелища
Старые Стрелища (укр. Старі Стрілища) — село в Бобрской городской общине Львовского района Львовской области Украины.
Население по переписи 2001 года составляло 290 человек. Занимает площадь 2,39 км². Почтовый индекс — 81715. Телефонный код — 3239.